# 紀念物

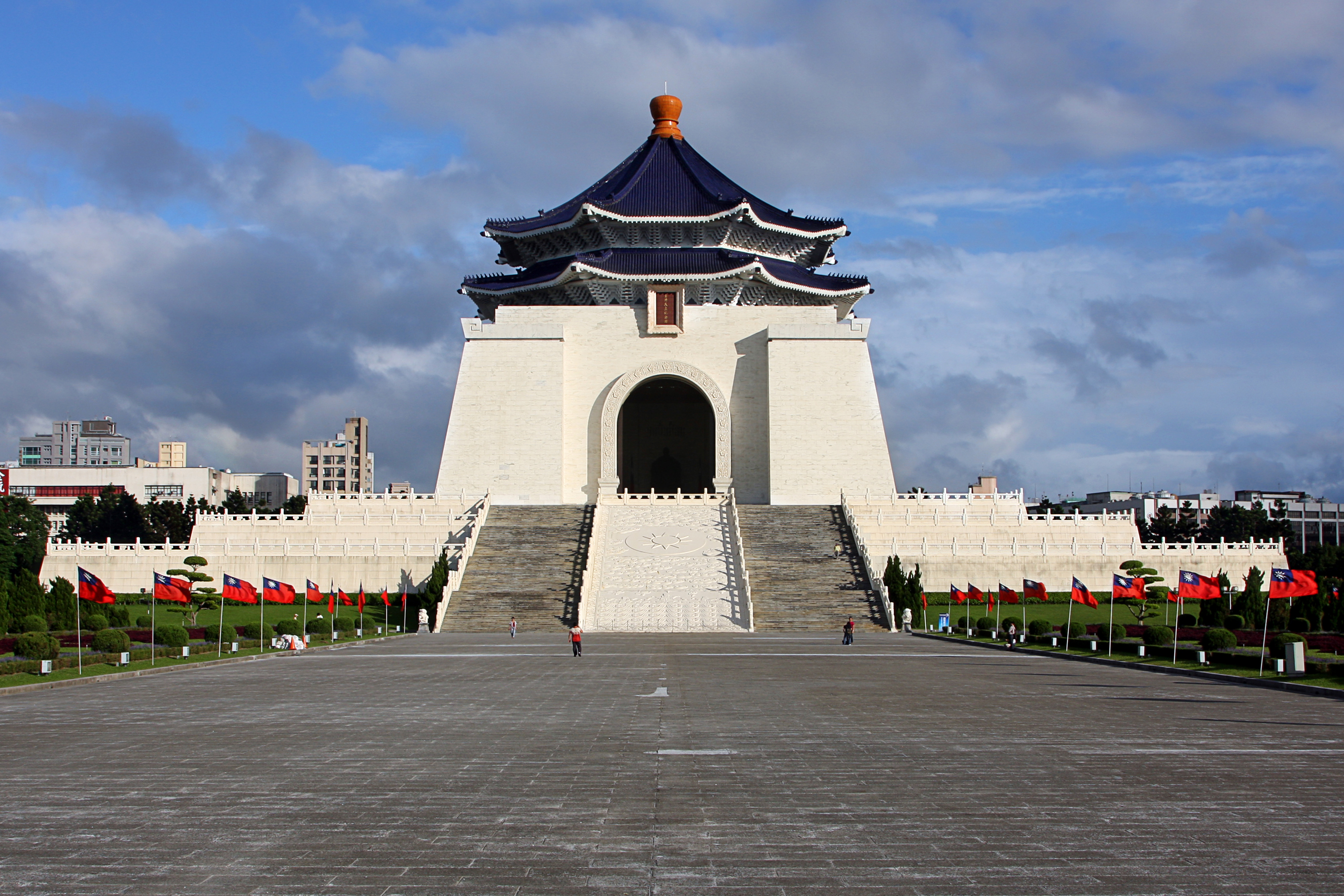
中正紀念堂

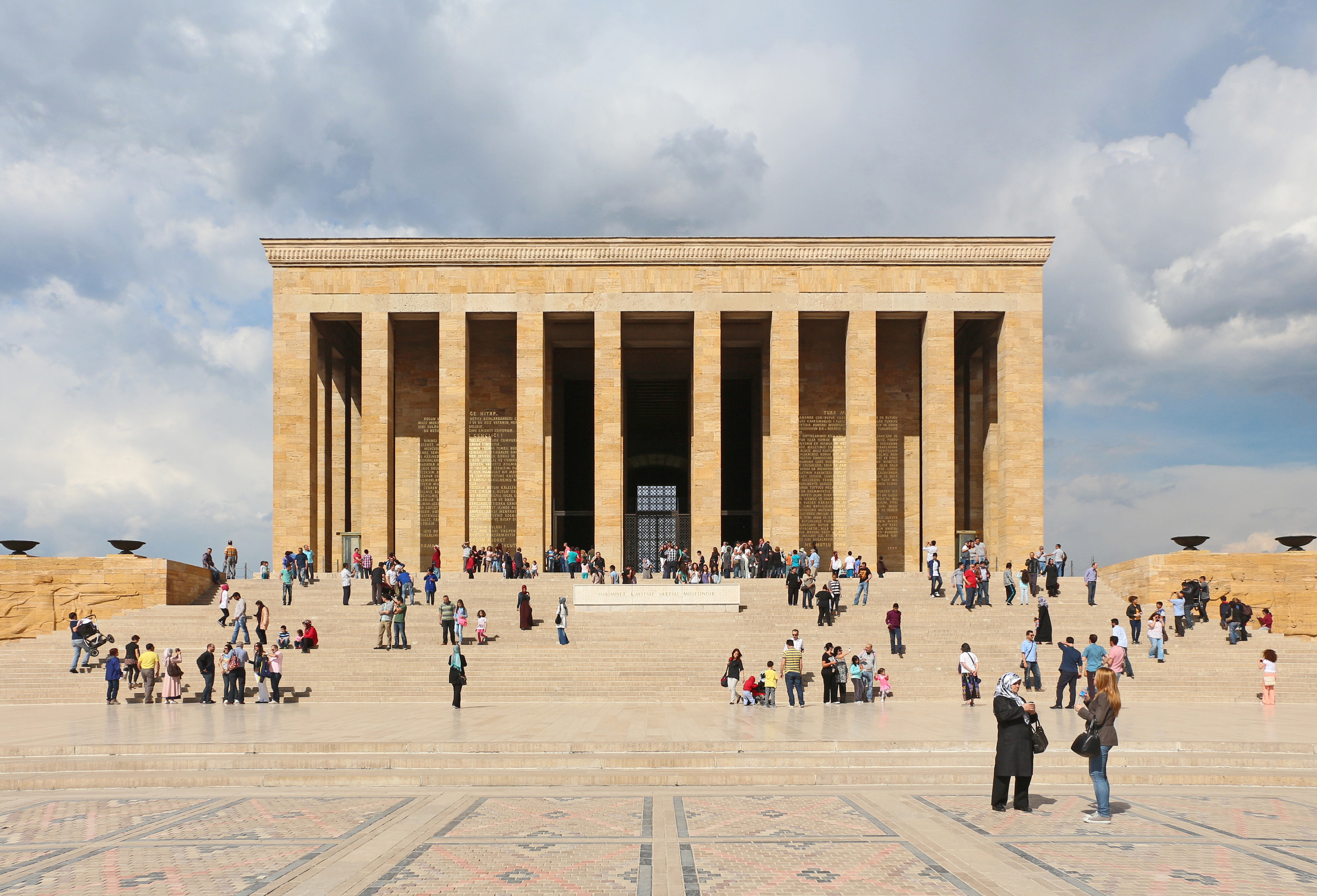
凱末爾紀念館

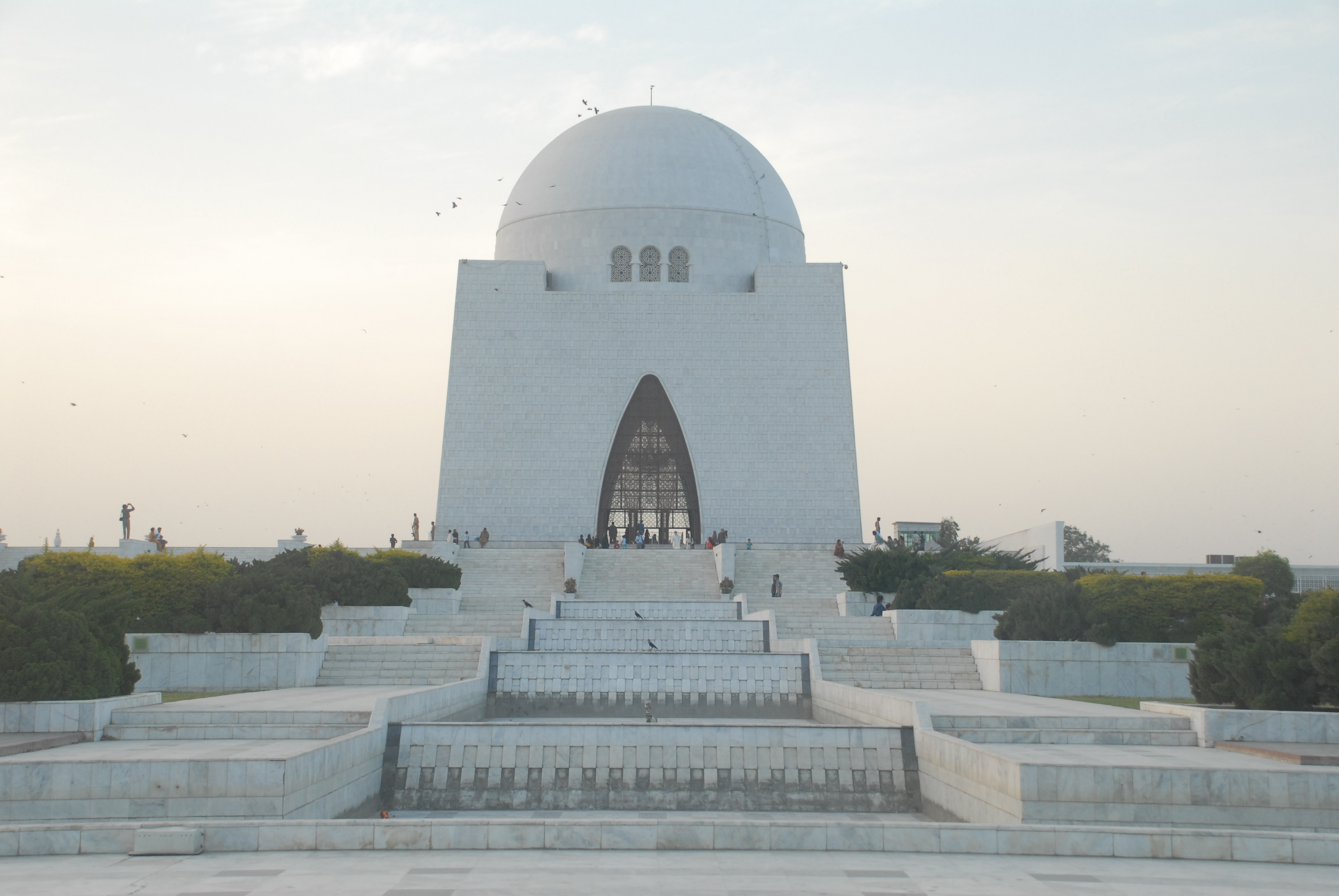
真納陵寢紀念堂

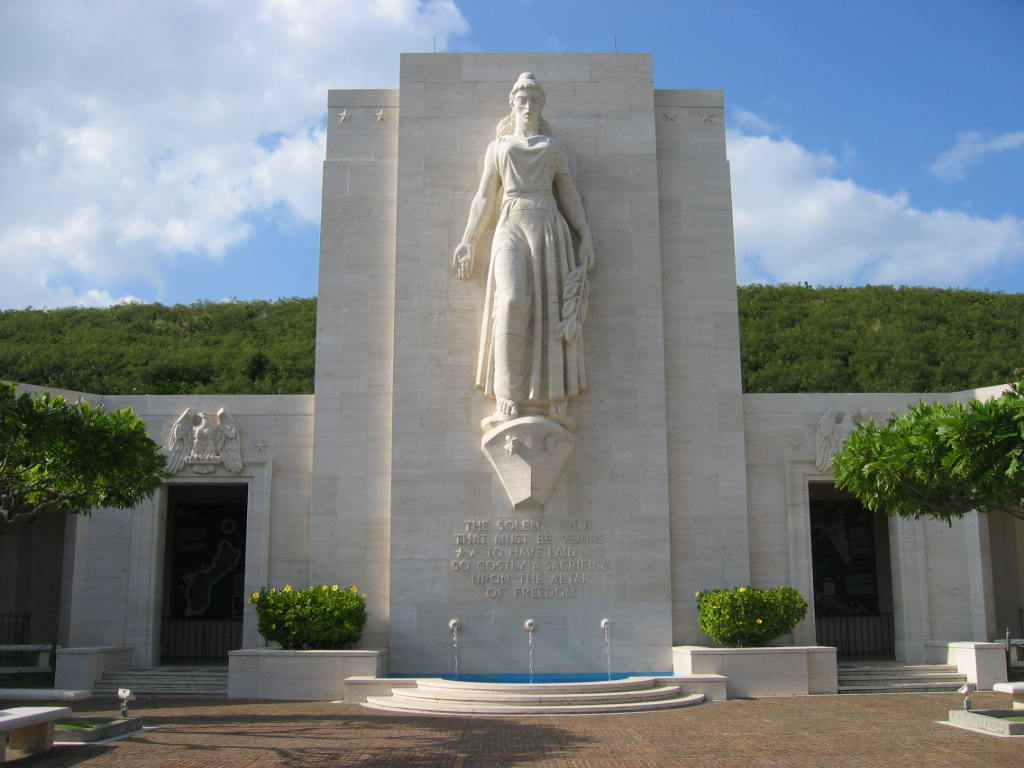
位於美國夏威夷州的國立太平洋紀念墓園，紀念太平洋戰爭中死去的美國人。

紀念物（英語：Memorial）是指一個作為追憶或紀念某件事物的物體或地點，紀念對象通常是一個深具影響力的死去人物或一則歷史性的悲劇事件。常見的方式包括地標、雕像、噴泉、塔、石刻等。最常見的為墓石，其次為戰爭紀念碑，紀念於戰爭中的死者。形狀為十字的紀念建築稱為十字紀念碑。
當某人離世，他的家族可以要求將一件紀念物（通常是金錢）交給指定的慈善組織或教堂（除花以外）。有時候當一位高級中學的學生離世，紀念物通常會以獎學金形式獎勵給將來有傑出表現的學生。